# 觸手冠動物
觸手冠動物（拉丁語：Lophophorata），指一切具有觸手冠（口周圍成扇形排列的一圈具纖毛之觸手）的無脊椎動物。包括苔蘚動物門（Bryozoa）、腕足動物門（Brachiopoda）、帚形動物門（Phoronida）。主要靠纖毛運動時將帶有食物粒子的水流送入口中來攝取養分，在进化地位上介于原口动物和后口动物之间。

## 冠輪動物總門
觸手冠動物與擔輪動物（Trochozoa）共同構成冠輪動物總門，包括觸手冠動物以及傳統上的软體動物門（Mollusca）、紐形動物門（Nemertea）、環節動物門（Annelida）和星蟲動物門（Sipunculida）。此外根據18S rRNA序列，輪蟲動物門（Rotifera）和新近發現的環口動物門（Cycliophora）也很可能屬於冠輪動物。